# Arroyo del Espinillo
Der Arroyo del Espinillo ist ein Fluss in Uruguay.
Der zum Einzugsgebiet des Río Uruguay zählende Fluss entspringt rund neun Kilometer südsüdöstlich des Ortes Cañada Nieto etwa zwei Kilometer nördlich der Ruta 12. Unmittelbar westlich ist die Quelle des Arroyo Arenal Grande gelegen. Von dort fließt er zunächst in nördliche Richtung, passiert dann in drei bis vier Kilometern Entfernung Cañada Nieto im Westen, um dann die Fließrichtung nach Nordwesten zu ändern. Südlich an Chacras de Dolores vorbeiführend, unterführt er die Ruta 21 und vollzieht nördlich Colonia Concordias eine weitere Richtungsänderung nach Norden. Er mündet als linksseitiger Nebenfluss etwas mehr als zehn Kilometer westlich von Dolores in den Río San Salvador.